# Guillaume Moreau

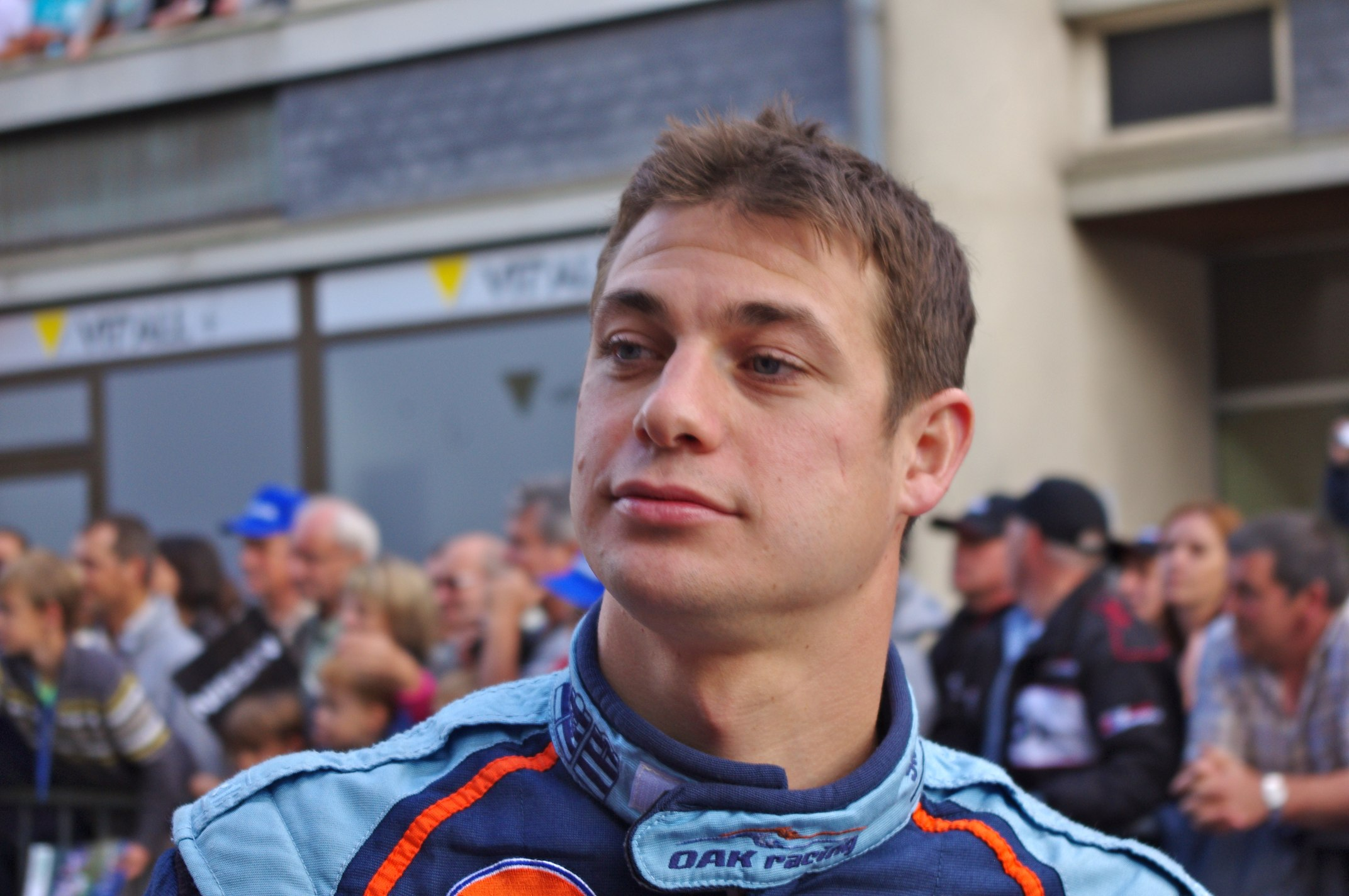
Guillaume Moreau tijdens de 24 uur van Le Mans in 2011.

Guillaume Moreau (Limoges, 8 maart 1983) is een Frans autocoureur. In 2008 werd hij, samen met zijn teamgenoot Patrice Goueslard kampioen in de GT1-klasse van de Le Mans Series in een Chevrolet Corvette.

## Carrière
Moreau begon zijn autosportcarrière in het formuleracing, waarbij hij in de Franse Formule Renault, de Eurocup Formule Renault 2.0, de Formule 3 Euroseries, het Britse Formule 3-kampioenschap en de Formule Renault 3.5 Series reed. In de Franse Formule Renault eindigde hij in 2004 als derde, terwijl hij dat jaar in de Eurocup zevende werd. Tevens deed hij in 2005 en 2006 mee aan de Masters of Formula 3, waarbij hij in beide edities als veertiende over de streep kwam. Ook in de Euroseries en de World Series behaalde hij enkele overwinningen.
In 2007 maakte Moreau ook zijn debuut in de sports cars. Van 2007 tot 2011 deed hij mee in de 24 uur van Le Mans, met als beste resultaat een zevende plaats overall en een tweede plaats in de LMP2-klasse in 2010. Ook in 2012 zou hij rijden, maar moest zich terugtrekken na een crash in een testdag voorafgaand aan de race. Hierbij brak hij zijn twaalfde wervelkolom.